# Торик, Александр Борисович
Александр Борисович Торик (25 сентября 1958, Москва) — протоиерей Русской православной церкви, заштатный клирик Московской епархии, писатель.

## Биография
Детство провёл в подмосковных Мытищах. В 1965 году с родителями переехал в Уфу, где закончил «восьмилетку» и Уфимское педагогическое училище № 2 по специальности учитель рисования и черчения в средней школе.
В 1977 году вернулся в Москву, где проучился два с половиной года в Школе-студии МХАТ на постановочном факультете
.
В октябре 1989 года был рукоположён в сан диакона и направлен на служение в Ново-Голутвинский Свято-Троицкий женский монастырь.
В 1990 года переведён в Богоявленский собор в Ногинске.
28 июля 1991 года рукоположён в сан священника епископом Можайским Григорием (Чирковым) и направлен на служение в должности настоятеля в храм преподобного Сергия Радонежского в селе Новосергиево Ногинского района Московской области.
В 1996 году по совместительству назначен настоятелем в созданный по его инициативе гарнизонный храм святого благоверного князя Александра Невского в гарнизоне «Стромынь». Редактировал издание приходских газет «Сергиевский листок» и гарнизонной «Вера и Отечество».
В 1996 году написал и выпустил первым изданием брошюру «Воцерковление». Руководил воскресными школами в Ногинске, гарнизоне «Стромынь», селе Заречье Владимирской области.
В 1997 году перенёс онкологическую операцию.
В 2001 году возведён в сан протоиерея.
В начале 2002 года переведён в штат Гребневской церкви города Одинцово. Вскоре, согласно собственному прошению, выведен за штат по состоянию здоровья. Пенсионер по инвалидности. Выйдя за штат, занялся литературным трудом.
В настоящее время проживает в г. Албуфейра, Португалии (по данным аккаунта о. Александра в Фейсбуке). Женат, отец троих детей.
В октябре 2011 года основал и возглавил православно-миссионерское издательство «Флавиан-пресс».

## Награды
В 2013 году был награждён Патриаршей грамотой и был списке кандидатов на присуждение Патриаршей литературной премии.

## Книги
- «Воцерковление» (1996, книга выдержала более пяти изданий, в том числе на китайском языке)
- «Флавиан», повесть (2004)
- «Флавиан. Жизнь продолжается» (2007)
- «Димон: сказка для детей от 14 до 114 лет» (2008)
- «Флавиан. Восхождение» (2010)
- «Селафиила» (2012)
- «Русак» (2012)
- «Флавиан. Армагеддон» (2013)
- «Аллеи любви» (2015)
- «Флавиан. Исповедь случайного попутчика» (2015)
- «Инфант Алешандре» (2016)
- «Черная лань, бегущая по пене океанского прибоя» (2017)
- «Флавиан. Белый корабль» (2017)
- «Флавиан. Дневник» (2020)
- «Карантин» (2021)
- «Метанойя» (2021)
- «Айо моя» (2022)
- «Флавиан Палата» (2022)
- «Книжка про Мишку» (2022)
- «Флавиан. Война» (2023)
- «Четыре истории» (2024)
- «Русалка» (2024)